# Rozenhof
Der Rozenhof ist eine historische Wohnanlage im Zentrum der südafrikanischen Stadt Stellenbosch. Sie wurde 1937 nach Plänen von Walther Blersch (1888–1971), dem Stadtschreiber von Stellenbosch, im deutschen Biedermeierstil errichtet und um einige Elemente des Art déco ergänzt. Blersch lehnte sich bei seinem Entwurf stark an den Bau des Militärkrankenhauses in Tübingen an.
Die Anlage wurde auf den Fundamenten des ersten Gefängnisses der Stadt errichtet, das dem Gerichtsgebäude angegliedert war. 1936 wurde der gesamte Komplex abgerissen und an dessen Stelle ein Wohnheim für Frauen errichtet. 1997 wurde das Heim zu Eigentumswohnungen umgebaut, dabei wurde die Fassade an der Frontseite um einen Balkon ergänzt.
Koordinaten: 33° 56′ 16″ S, 18° 51′ 37,6″ O